# Hôtel de la Capitainerie des Chasses
L'Hôtel de la Capitainerie des Chasses est un bâtiment de Villejuif, dans le Val-de-Marne, en France.

## Histoire et situation
Situé 87, 89 et 91 rue Jean-Jaurès, il s'agit d'un hôtel particulier construit vers 1762 pour Jacques Alexandre Gautier de Vinfrais,, inspecteur des chasses de la Varenne du Louvre et Commandant de la brigade de gendarmerie postée à Villejuif. Il vend l'hôtel en 1797.
Le gendre de Gautier de Vinfrais, le député Thomas de Treil de Pardailhan, y réside de 1782 à 1795.
En 1834, le bâtiment est divisé en trois immeubles distincts. La façade est modifiée vers 1834.
Au début du XIXe siècle, la ville de Villejuif y installe le garage municipal puis, plus tard, le centre technique municipal.
Les façades, toitures, passage cocher et l'escalier central de l'immeuble sont inscrits au titre des monuments historiques par arrêté du 17 septembre 1996.